# Арракача съедобная
Аррака́ча съедо́бная (лат. Arracácia xanthorrhíza) — растение семейства Зонтичные, широко культивируемое в странах Южной Америки, как овощная культура. Его корнеплод, представляющий собой нечто среднее между корнеплодами моркови и сельдерея, является популярным пищевым продуктом в Бразилии, Венесуэле, Эквадоре и Перу. Крупные корнеплоды формируются только при температуре 14-21 °C